# Fullständig momentan fasmätning
Fullständig momentan fasmätning är en teknik som innebär en fullständig mätning av en bärvågs fasdifferens efter den första fasmätningen. Tekniken används till exempel för att bestämma avståndet i realtid mellan satellit och mottagare inom GNSS-teknik. Genom att mottagaren kan ta emot flera samtidiga signaler så kan mottagarens position i rummet definieras.